# プクタル僧院
プクタル僧院（プクタルそういん）またはプクタル・ゴンパ、プクタル寺院（しばしばプグタールと訳される）は、北インドのヒマラヤ地方ラダック、ザンスカール南東部の人里離れたルンナク谷にある仏教僧院である。ラダックにある仏教僧院の中で唯一、徒歩でしか行くことができない僧院の一つである。僧院への物資は、暖かい季節には馬やロバ、ラバで運ばれ、凍てつく冬には凍ったザンスカール川を伝って運ばれてくる。修道院までは道路が整備される予定だが、現在はパドゥムから続く道の終点であるチャ村やカンサール村から1日かけて歩いている。プグタル僧院には、2016年にGlobal Himalayan Expedition（GHE）のメンバーで太陽光発電が設置された。

## ギャラリー

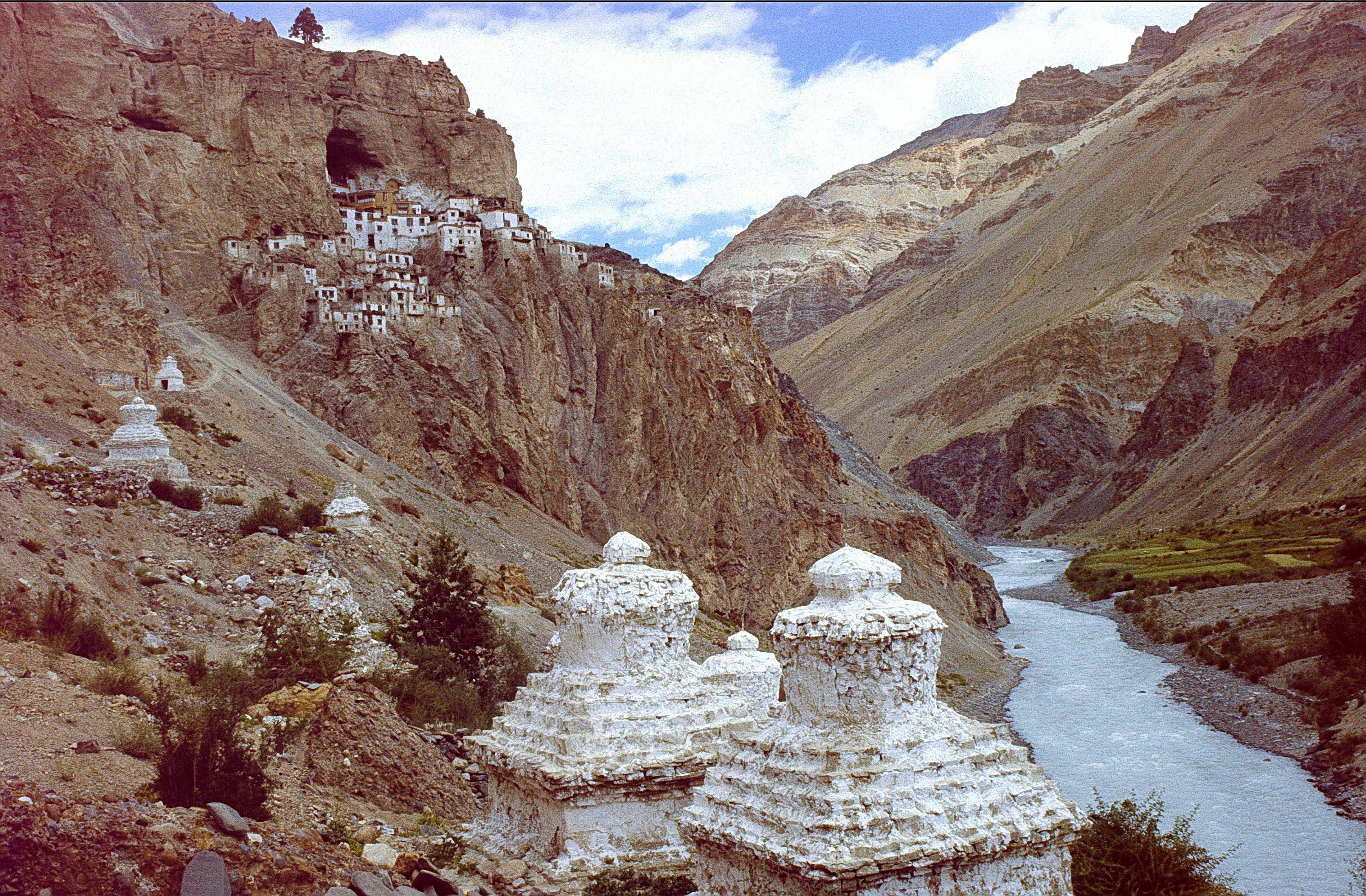
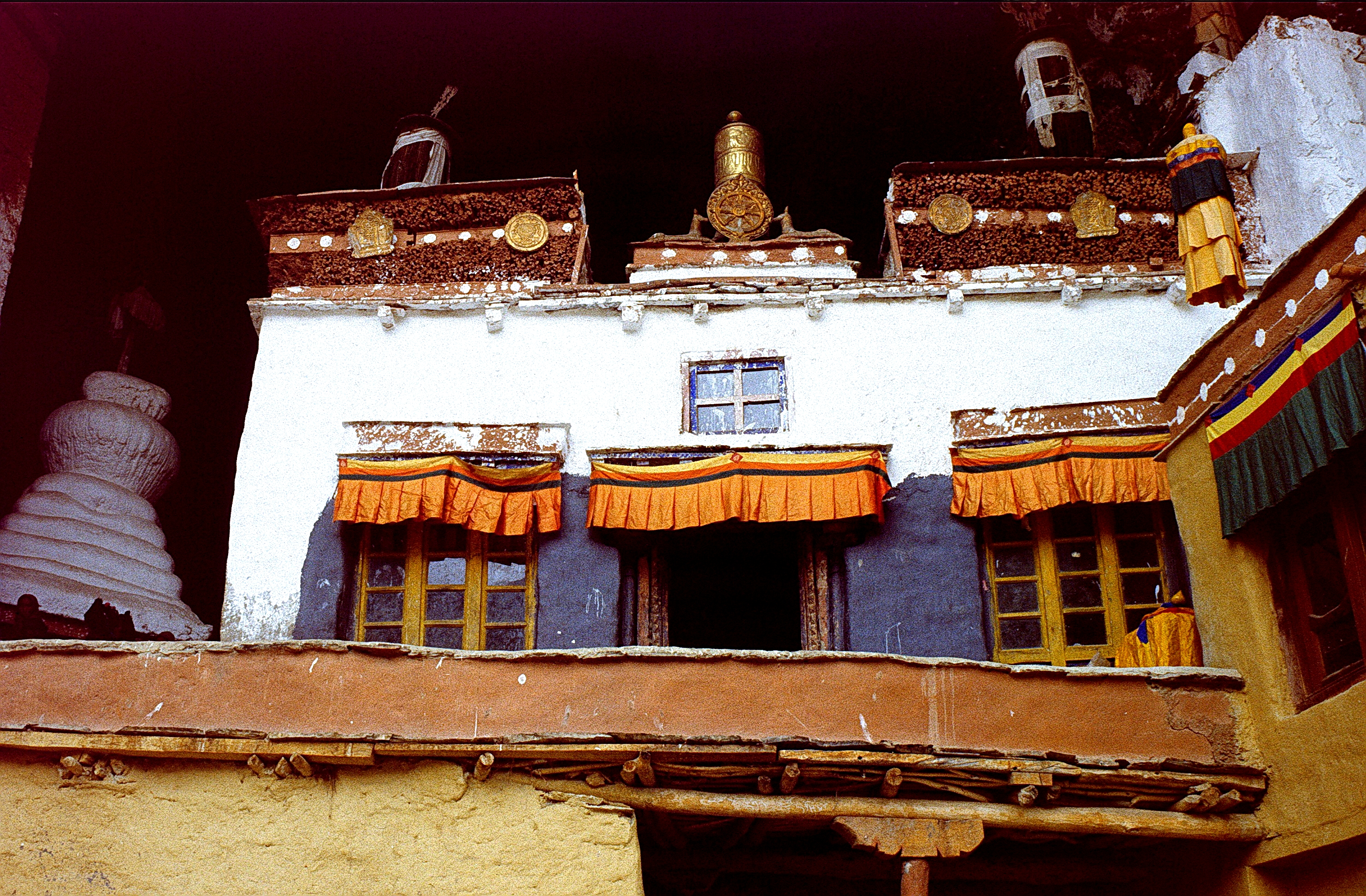
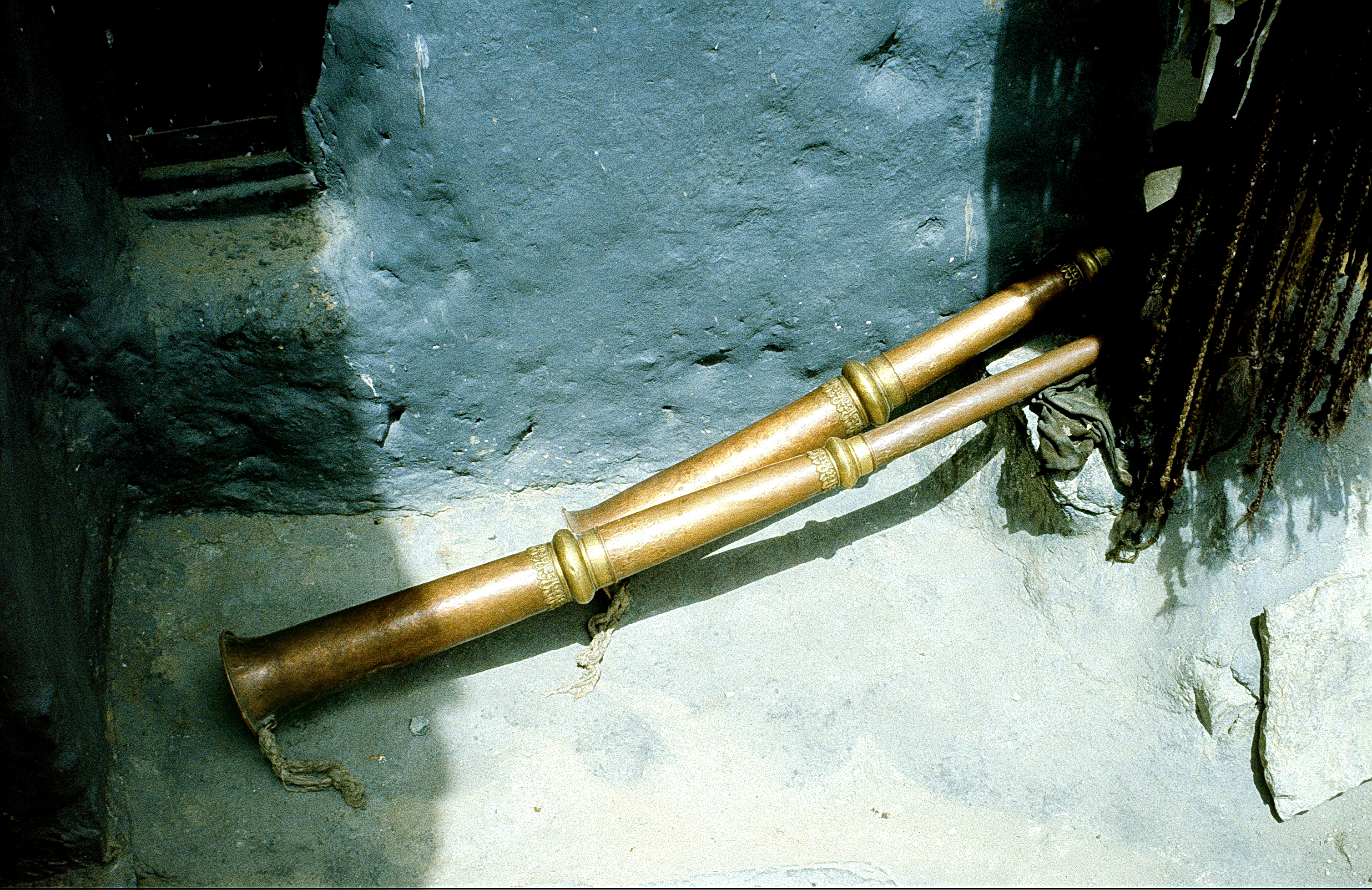